# Козлов, Олег Александрович
Олег Александрович Козлов (род. 20 апреля 1963) — российский военачальник. Командующий Южным округом войск национальной гвардии Российской Федерации с 2018 года, генерал-полковник (11.06.2019). Герой Российской Федерации (1996).

## Биография
Родился в селе Арзгир, Арзгирский район, Ставропольский край в семье рабочих. В 1970 году поступил в 1-ю среднюю школу в селе Арзгир. После окончания школы в 1980 году был призван в ряды Советской армии. По окончании Ташкентского высшего танкового командного училища в 1984 году направлен в 40-ю армию ТуркВО в составе ограниченного контингента советских войск в Республике Афганистан.
Затем служил в Туркмении (ТуркВО), Венгрии (ЮГВ), Белоруссии (БелВО).
В 1994 году окончил Военную академию бронетанковых войск имени Р. Я. Малиновского и был назначен командиром батальона в 693-й гвардейский мотострелковый полк 19-й мотострелковой дивизии в городе Владикавказе.
С 1996 года служил заместителем командира 131-й отдельной мотострелковой бригады в городе Майкопе (Республика Адыгея).
Указом Президента Российской Федерации № 1471 от 19 октября 1996 года за мужество и героизм, проявленные при выполнении специального задания, подполковнику Козлову присвоено звание Героя Российской Федерации.
В начале 2000-х годов — заместитель военного комиссара Омской области и помощник губернатора Ставропольского края. С 2004 года — начальник группы оперативного управления по борьбе с терроризмом по Ставропольскому краю.
С 2007 года — заместитель командующего войсками Московского округа внутренних войск МВД России по боевой подготовке.
В 2009 году Козлов окончил Военную академию Генерального штаба Вооружённых сил РФ.

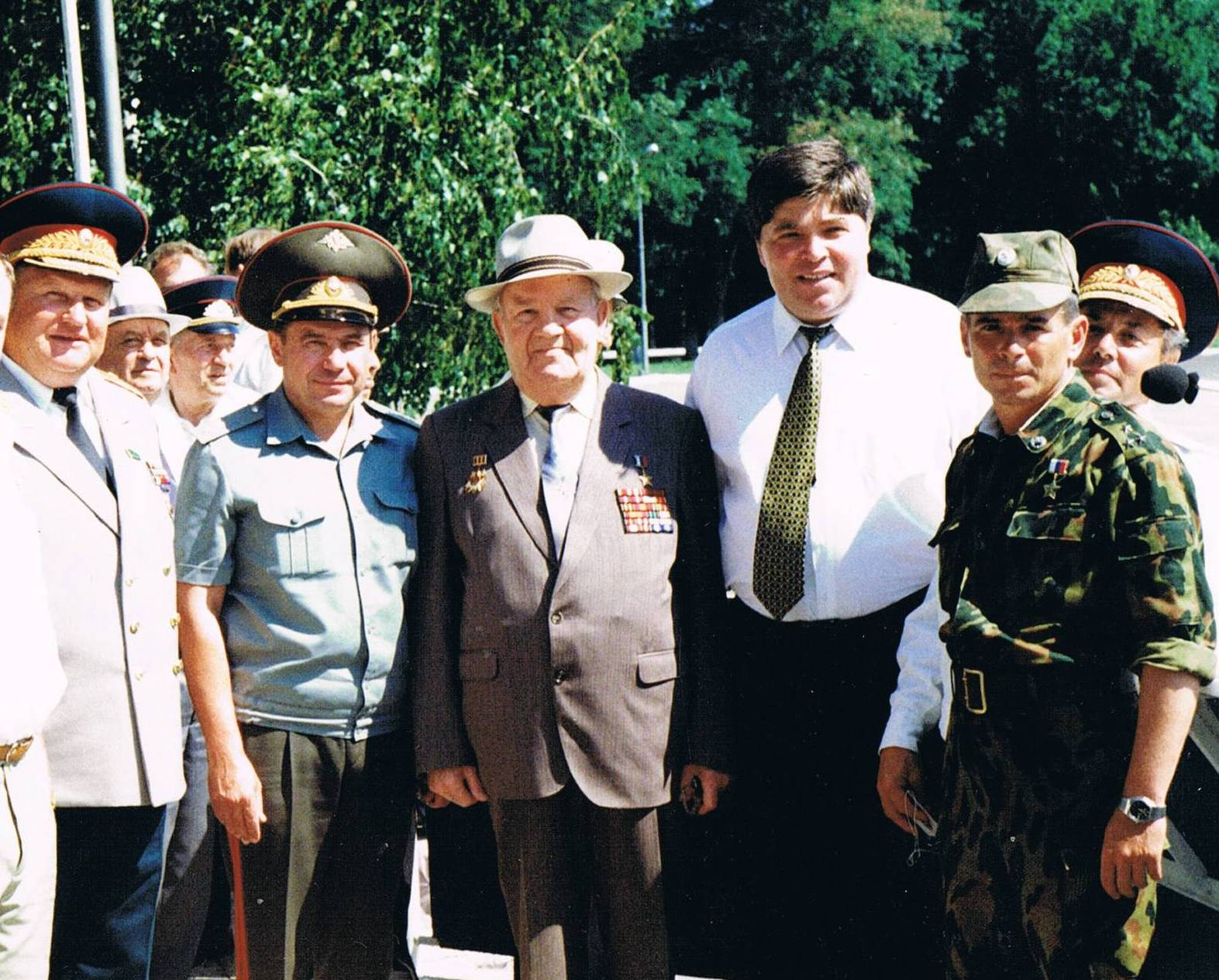
Генералы Дорофеев А. А. Ткачёв Н. Ф. Герой Российской Федерации Дорофеев А. В., премьер-министр Республики Адыгея Тхаркахов М. Х., Герой Российской Федерации полковник Олег Александрович Козлов и советник Президента РА по военным вопросам и делам казачества, генерал-майор Черепанов К.И на 80-летии Краснодарского Краснознамённого соединения. 131-я омсбр. Майкоп 1998 год.

С 2011 года генерал-майор Козлов — заместитель командующего войсками Восточного регионального командования внутренних войск МВД России по чрезвычайным ситуациям.
С 2012 года генерал-майор Козлов — заместитель командующего войсками Приволжского регионального командования внутренних войск МВД России по чрезвычайным ситуациям. Указом Президента РФ от 10 февраля 2016 года № 52 назначен начальником штаба — первым заместителем командующего войсками Северо-Кавказского регионального командования внутренних войск МВД России.
С 2016 года начальник штаба — первый заместитель командующего Северо-Кавказским округом войск национальной гвардии Российской Федерации. Генерал-лейтенант (22.02.2017) С 26 марта 2018 года — командующий Южным округом войск национальной гвардии Российской Федерации. Генерал-полковник (11.06.2019).
С 2020 года — командующий Уральским округом войск национальной гвардии Российской Федерации.
С 2024 года в запасе.

## Награды
Указом Президента Российской Федерации № 1471 от 19.10.1996 года за мужество и героизм, проявленные при выполнении воинского долга, подполковнику Козлову Олегу Александровичу присвоено звание Героя Российской Федерации, награждён орденом «За военные заслуги», медалями.

## Семья
Женат. Два сына — офицеры.